# Lakeland (Minnesota)
Lakeland é uma cidade localizada no estado americano de Minnesota, no Condado de Washington.

## Demografia
Segundo o censo americano de 2000, a sua população era de 1917 habitantes.
Em 2006, foi estimada uma população de 1849, um decréscimo de 68 (-3.5%).

## Geografia
De acordo com o United States Census Bureau tem uma área de
7,6 km², dos quais 5,5 km² cobertos por terra e 2,1 km² cobertos por água.

## Localidades na vizinhança
O diagrama seguinte representa as localidades num raio de 8 km ao redor de Lakeland.